# 桑田兼吉
桑田 兼吉（くわた かねよし、1939年〈昭和14年〉9月23日 - 2007年〈平成19年〉4月5日）は、日本のヤクザ。指定暴力団・五代目山口組若頭補佐。五代目山口組三代目山健組組長、二代目健竜会会長。

## 来歴
1939年9月23日、誕生。
1982年9月、三代目山口組（組長は田岡一雄）山健組（組長は山本健一）若頭・渡辺芳則（後の五代目山口組組長）は、山健組若頭補佐・桑田を、二代目健竜会会長に据えた。
1989年4月20日、山口組緊急幹部会が開かれ、山口組五代目の人選が議論された。竹中組・竹中武組長は、態度を保留した。四代目山口組若頭・渡辺芳則（山健組組長）と四代目山口組組長代行・中西一男が話し合い、中西一男が五代目山口組組長立候補を取り下げた。渡辺芳則の山口組五代目擁立が決まった。

同年4月27日、山口組直系組長会で、中西一男が、五代目山口組組長立候補取り下げの経緯を説明した。渡辺芳則の五代目山口組組長就任が決定した。

同年、渡辺芳則は、山健組を、同組若頭・桑田に譲った。
1990年1月4日午後4時すぎ、札幌事件が勃発した。

同年5月14日、桑田と共政会・沖本勲理事長（後の四代目共政会会長）との兄弟盃が交わされた。
1997年8月28日午後3時20分ごろ、宅見若頭射殺事件が発生した。

同年12月26日、東京都港区六本木の路上で、車で走行中の桑田一行が警視庁の検問を受けた。桑田兼吉の後続車両の配下組員の車から拳銃が出てきたことから、配下組員は銃刀法違反の現行犯で逮捕されると共に、桑田も拳銃の共同所持の銃刀法違反で現行犯逮捕された。
1998年1月、共謀共同正犯として銃刀法違反で起訴された。検察は懲役10年を求刑した。
2000年3月6日、東京地方裁判所で懲役7年の判決を受けた。桑田は即日控訴した。
2001年10月16日、東京高等裁判所は共謀の成立を認定し、控訴を棄却した。桑田は最高裁判所に上告した。
2003年5月1日、最高裁判所第1小法廷（横尾和子裁判長）は上告棄却の決定をし、懲役7年の実刑が確定した（スワット事件）。未決勾留日数を差し引くと、約5年3か月の服役となった。このとき、桑田は、長期勾留により持病の悪化などで、拘置の執行停止を受けて、入院中だった。

同年7月、事故に遭って、重傷を負った。このため収監が見合わされた。
2004年3月23日、東京拘置所に収監された。
2005年、跡目を若頭の井上邦雄（四代目健竜会会長、桑田の養子）に譲り、引退した。
2007年3月15日、病気により刑の執行が停止されて、釈放され、病院に入院した。

同年4月5日、大阪市内の病院で死去した。

同年4月7日と同年4月8日、神戸市灘区の葬儀場で、告別式および山口組組葬に準じる葬儀が営まれた。